# Stéphane Galbert
Pour les articles homonymes, voir Galbert.
Stéphane Galbert, né le 7 février 1975 à Schœlcher (Martinique), est un bobeur et un ingénieur français. Il mesure 1m 80 et pèse 97 kilos.
Bien que diabétique, il réalise 10 s 37 sur 100 mètres en 2005 et participe aux Jeux olympiques d'hiver de 2006 à Turin (Italie) dans l'épreuve du bob à deux.